# Iseu d'Assíria
Iseu d'Assíria (Isaeus, Ἰσαῖος) fou un sofista i retòric nadiu d'Assíria. De jove es va dedicar als plaers i les festes però va canviar amb la maduresa i va esdevenir una persona respectable i sòbria en els seus costums. Sembla que va viure a Roma per un temps, i va coincidir amb Plini el Jove, que en parla de manera elogiosa. Les seves obres no s'han conservat. Filostrat li va dedicar un capítol a les seves biografies, però es limita a explicar anècdotes i algunes indicacions dels seus discursos.